# ميلوفان راييفاتس
ميلوفان راييفاتس (بالصربية: Милован Рајевац)‏ (مواليد 2 يناير 1954 في تشاييتينا) لاعب كرة قدم صربي ومدرب كرة قدم حالي.

## روابط خارجية
- ميلوفان راييفاتس على موقع قاعدة بيانات كرة القدم.إي يو (الإنجليزية)
- ميلوفان راييفاتس على موقع ناشيونال فوتبول تيمز (الإنجليزية)
- ميلوفان راييفاتس على موقع عالم كرة القدم.نت (الإنجليزية)
- ميلوفان راييفاتس على موقع كووورة